# Alba Rojo Cama
Alba Teresa Rojo Cama (Ciudad de México, 28 de abril de 1961-16 de agosto de 2016) fue una matemática y escultora mexicana.

## Trayectoria
Alba Rojo nació en Ciudad de México en 1961. Era hija de la editora Alba Cama y del pintor y escultor Vicente Rojo Almazán, ambos originarios de Barcelona, y que se refugiaron en México tras la Guerra civil española.
En 1986, Rojo se graduó en matemáticas en la Facultad de Ciencias de la Universidad Nacional Autónoma de México (UNAM). Fue alumna del Colegio Madrid. Formó parte de la revista Ciencias de la UNAM y colaboró con otros proyectos editoriales. Inició su trayectoria como escultora a finales de la década de 1980, siguiendo la herencia artística de su familia. A partir de 1998, expuso en diversas galerías y museos de México, como Ciudad de México, Querétaro, Xalapa y Mérida.
Su obra siguió una tendencia geométrica y está realizada en cartulina, cartón, metal y aluminio pintado. Su formación artística le otorgó una profunda comprensión del volumen y la forma que aplicó a su producción escultórica.
Participó en el Concurso de Escultura Sebastián y acudió como invitada a certámenes como la Bienal Internacional del Juguete-Arte Objeto en el Museo José Luis Cuevas, el Homenaje a Juan García Ponce en el Macay y la Ruta del Nopal. Además, intervino en proyectos como Diálogo de bancas (2006), en Paseo de la Reforma, de escultura y arte objeto urbanos. En el 2000 creó la obra monumental “Obelisco rojo” para la Escuela de Matemáticas de la Universidad Autónoma de Coahuila. También diseñó un juguete-arte objeto para la bienal internacional celebrada en el Museo José Luis Cuevas.
En 2008, fue invitada por Patricia Jacobs Barquet a incorporarse al Proyecto de Catalogación y Documentación del fondo de Kahlil Gibran en la Fundación Carlos Slim que resultó en la muestra Gibran. El Profeta, a partir de los fotografías, manuscritos, pinturas, objetos personales y textos inéditos del artista libanés. En 2011 formó parte de la exposición Época de calendarios donde realizó trabajo de documentación.
Falleció el 16 de agosto de 2016 a los 55 años víctima de un cáncer.

## Reconocimientos
En 2016, Rojo protagonizó el Calendario matemático en su edición mexicana, donde se incluyeron imágenes de varias de sus esculturas así como diferentes retos matemáticos. Al año siguiente, la Fundación Sebastián organizó en su honor una exposición en la que se relacionaba la obra de Rojo con la de otras doce escultoras: Vanessa García Lembo, Nunik Sauret, Naomi Siegmann, Beatriz Sánchez Zurita, Laura Rosete, Irma Palacios, Paloma Torres, Perla Krauze, Águeda Lozano y Maribel Portela. En 2018, el Centro Cultural Estación Indianilla celebró una retrospectiva de la obra de Rojo.